# Hernán del Solar
Hernán del Solar (Santiago do Chile, 19 de setembro de 1901 - 22 de janeiro de 1985) foi um crítico literário, ensaísta, poeta, romancista e autor de contos infantis chileno.
En 1969 foi nomeado membro da Academia Chilena da Língua. Exerceu de 1952 a 1954 a cátedra de Redação e Estilo na Escola de Jornalismo da Universidade do Chile.

## Prêmios
Hernán del Solar ganhou o Prêmio Nacional de Literatura do Chile em 1968.